# ザルツブルクSバーン
ザルツブルクSバーン (ドイツ語: S-Bahn Salzburg) はザルツブルク市を含めるザルツブルク州、バイエルン州のベルヒテスガーデナー・ラント郡及びトラウンシュタイン郡で運営される公共交通システムである。路線網は5系統で構成されて、2004年以来運営されている。

## 路線
Sバーンの運営会社はエネルギーと公共施設会社のザルツブルク株式会社 (Salzburg AG) 、オーストリア連邦鉄道およびバイエルン地方鉄道（Bayerische Regiobahn, BRB）である。多数のS2系統列車はシュトラースヴァルヒェン駅で普通列車に、ヴェルス中央駅で上オーストリアSバーンのS2系統に転換され、そこからリンツ中央駅まで運行される。週末や休日にはS2系統はベルヒテスガーデン方面へ往復で運行されることもある。
| 系統 | 運行経路 | 関連鉄道路線                                                                                          | 担当会社             |
| ---- | --- | --- | -------------------- |
|      | ザルツブルク - ラムプレヒテスハウゼン | ザルツブルク - ランプレヒツハウゼン線                                                                 | ザルツブルク株式会社 |
|      | ビュルモース - リーダスバッハ - トリメルカム - オスターミートヒング | ビュアモース - オスターミーティンク線                                                                 | ザルツブルク株式会社 |
|      | フライラッシング - タクスハム＝ユーロ公園 - ザルツブルク - ゼーキルヒェン (ヴァーラー湖) - ノイマルクト＝コェステンドルフ - シュタインドルフ (シュトラースヴァルヒェン) - シュトラースヴァルヒェン                                   | ローゼンハイム - ザルツブルク線、西部鉄道                                                             | ÖBB                  |
|      | (ザールフェルデェン - ツェル＝アム＝ゼー ) - シュヴァルツアッハ＝聖ファイト - ビショフスホーフェン - ヴェルフェン -ゴーリンゲン＝アプテナウ - ハライン - ザルツブルク南 - ザルツブルク - フライラッシング - バート・ライヒェンスハル | ザルツブルク - チロル線、ローゼンハイム - ザルツブルク線、フライラッシング - バート・ライヒェンハル線 | ÖBB、BRB             |
|      | フライラッシング - バート・ライヒェンハル - ベルヒテスガーデン中央駅 | フライラッシング - バート・ライヒェンハル線、バート・ライヒェンハル - ベルヒテスガーデン線            | BRB                  |

## 歴史
2005年初から西側の路線に駅新設が始まって、2006年6月にタクスハム＝ユーロ公園駅が開業された。ミュルン＝旧市街駅とアイグルホーフ駅の建設は2005年の秋に開始され、両駅は2009年12月に開業された。2013年12月15日はザルツブルク・リファーリングSバーン乗降場はフライラシング - ザルツブルク間で最後に開設された。
2009年から2014年までザルツブルク中央駅の改修工事が行われ、中央駅に遠距離列車用貫通線路の追加およびSバーン用乗降の設置により、機能の側面で改善された。その上中央駅は完全に交通弱者向けの駅となって、地下道で市内中心地へ接近するのが改善された。
2017年フライラシング - ザルツブルク・リーファーリング区間は三線複線で完全に改修された。同年12月S2系統はフライラシングまで延長された。2021年12月12日にバイエルン地方鉄道（Bayerische Regiobahn, BRB）はベルヒテスガーデン地方鉄道 (Berchtesgadener Land Bahn, BLB) からフライラッシング - ベルヒテスガーデン路線を引き受けた。

## 車両
連邦鉄道によって運営されるS2系統とS3系統には3編成の4023形電車と4編成の4024形電車が主に運行されている。ザルツブルク株式会社担当のS1系統とS11系統は、ジンマーリング＝グラーツ＝パウカー（Simmering-Graz-Pauker）製の直流型電車、SLB電車40形及び50形で運営されている。2009年12月以来BLB鉄道 (Berchtesgadener Land Bahn) はフライラシング - ベルヒテスガーデン区間でS4系統を運営し、シュタドラー製FLIRTを投入した。2017年12月まで連邦鉄道のタレント電車がBLB区間に、BLBのFLIRT車両がフライラシング - ゴリング＝アプテナウ区間で走行する場合もあった。
4744形電車がS2系統に導入されたのは2017年12月だった。

ザルツブルクSバーンの車両
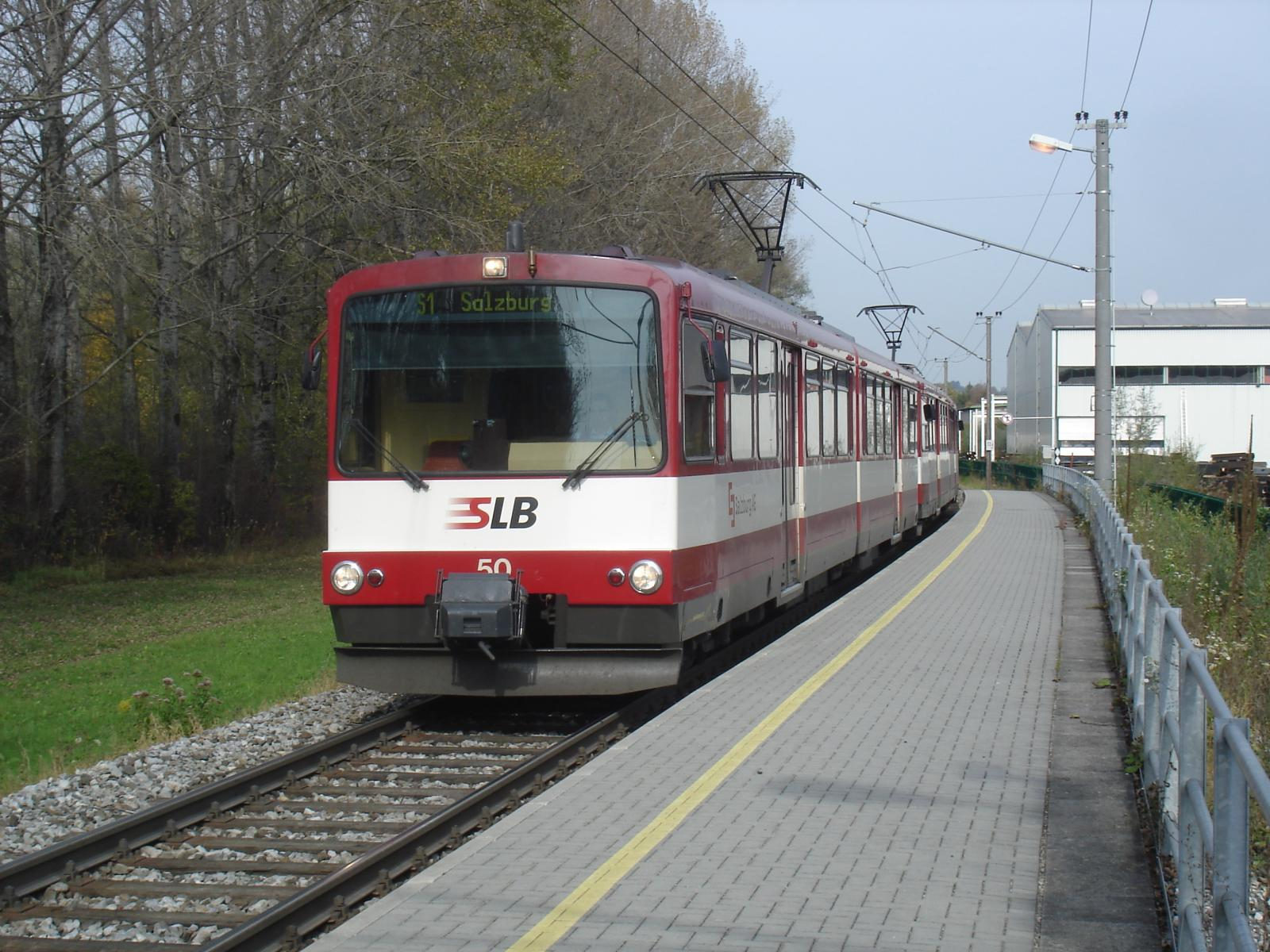
パービング駅で停車するSLB50形電車
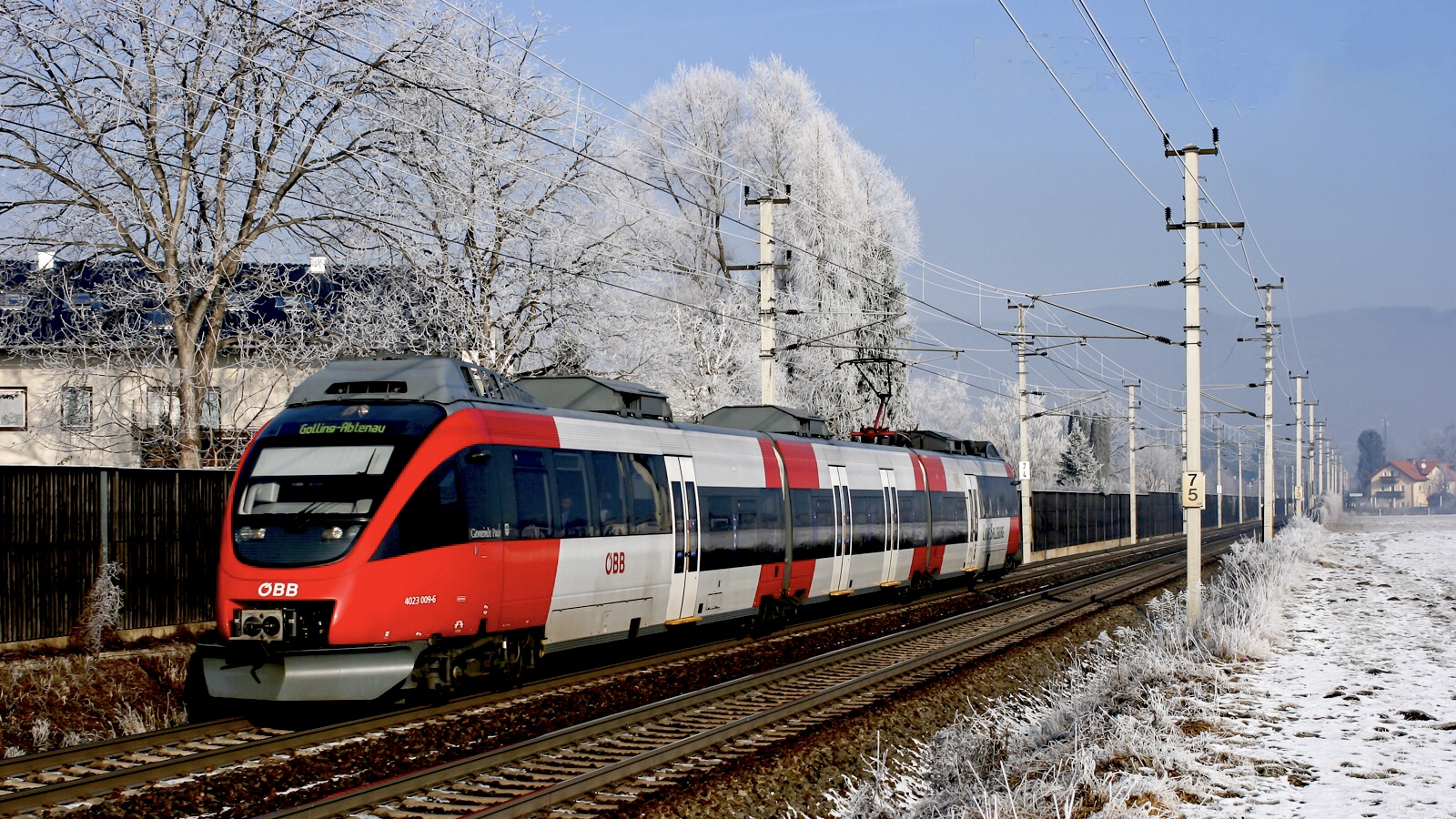
ザルツブルク南駅に接近する4023形電車
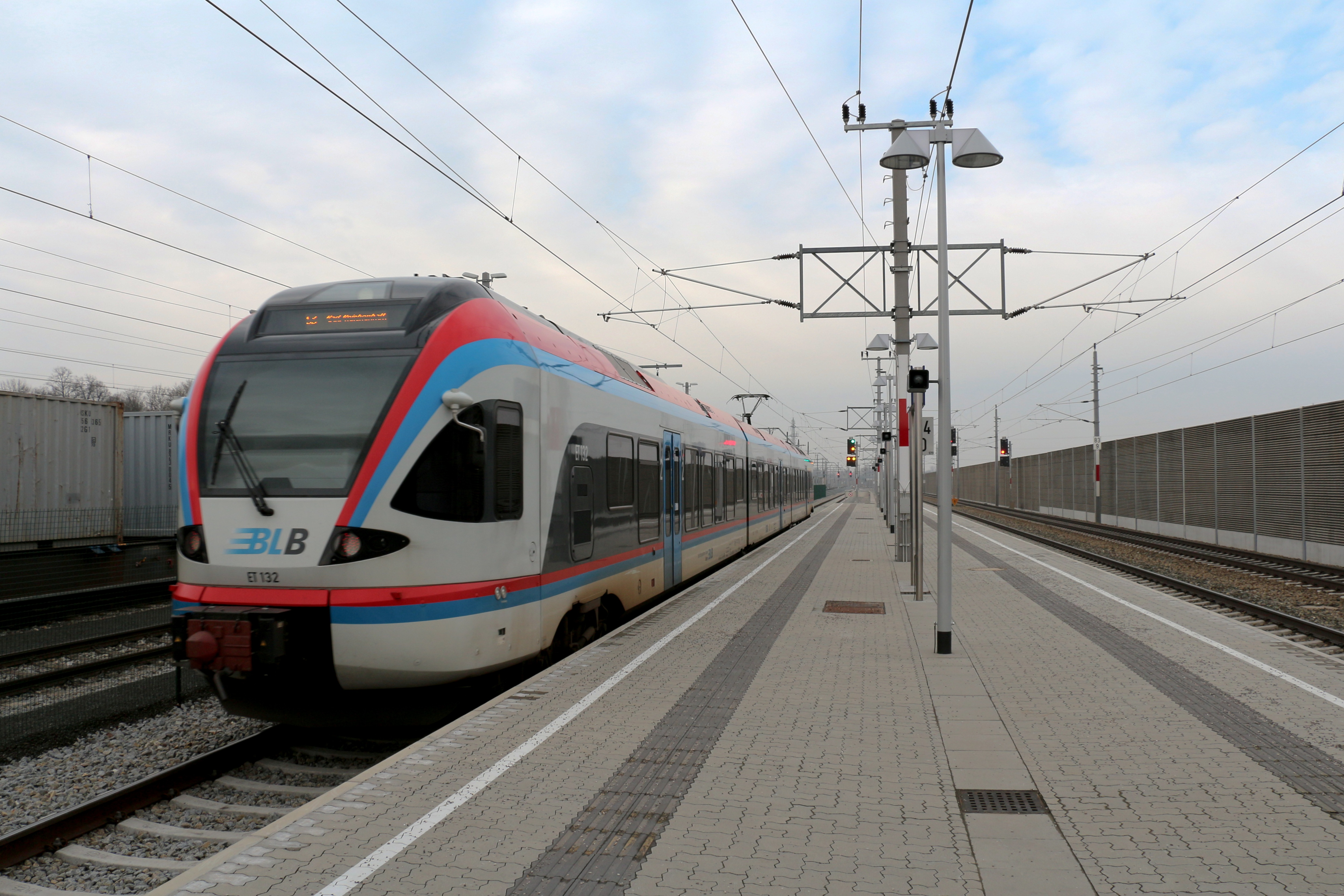
ザルツブルク・リーフェリング駅で停車するBLBのFLIRT

## 運賃システム
全ての系統はザルツブルク運輸連合に統合されている。ザルツブルク市内には一つの切符でSバーン列車とバスを利用することができる。連邦鉄道の発行する様々な切符はSバーン列車にも有効である。ドイツ鉄道のバイエルンチケットおよびドイツ全国縦断チケット (Quer-durchs-Land-Ticket) の所持人はフライラッシング - ザルツブルク駅区間で通行できる。